# Breda (naam)

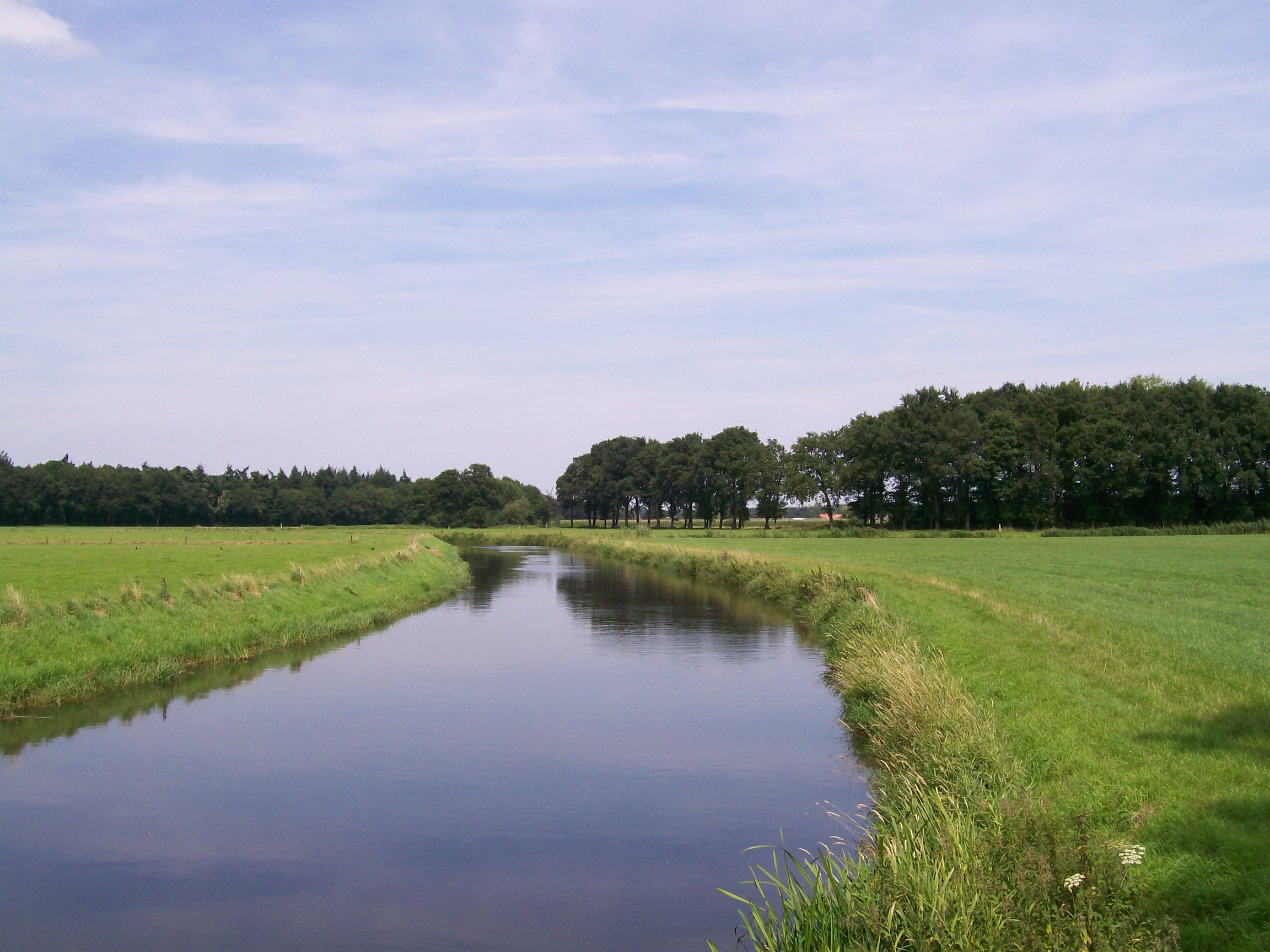
De Aa of Weerijs bij Krabbenbosschen

De herkomst van de naam van de stad Breda is tot op heden niet afdoende verklaard. De standaardverklaring in het Vroeg Middelnederlands Woordenboek geeft hier als etymologie een samenstelling van: 
- < Germ. *braida- 'breed' en *aχwō- 'natuurlijke waterloop inz. in het zeekleigebied' (Top.Wbk.).

Deze etymologie wordt echter niet algemeen onderschreven (zie onder). Volgens het VMNW is de plaatsnaam Breda pas geattesteerd vanaf 1269. Andere bronnen geven echter indirecte oudere vermeldingen.

## Interpretatie
Ook de interpretatie van de naam, in het bijzonder die van het tweede lid, heeft aanleiding gegeven tot discussie. Sinds de achttiende eeuw is de populaire verklaring dat deze is afgeleid van 'Brede Aa'. De rivieren Mark en Aa of Weerijs komen samen in Breda. Het leek ook wel voor de hand te liggen dat met dit 'Brede Aa' werd verwezen naar de verbreding van de Aa op het punt waar die in de Mark uitmondde zodat de stad aldus 'aan het breedste punt van de Aa' zou zijn gelegen. 
Wetenschappelijke inzichten weerspreken deze volksetymologie. Niet zozeer de zijrivier de Aa was voor het ontstaan van de nederzetting Breda bepalend, maar juist de hoofdrivier, de Mark, en ook het dal waarin zij lag. De burcht die bij deze nederzetting is gebouwd, moest de scheepvaart op de Mark controleren en werd spoedig bewoond door de Heren van Breda. 

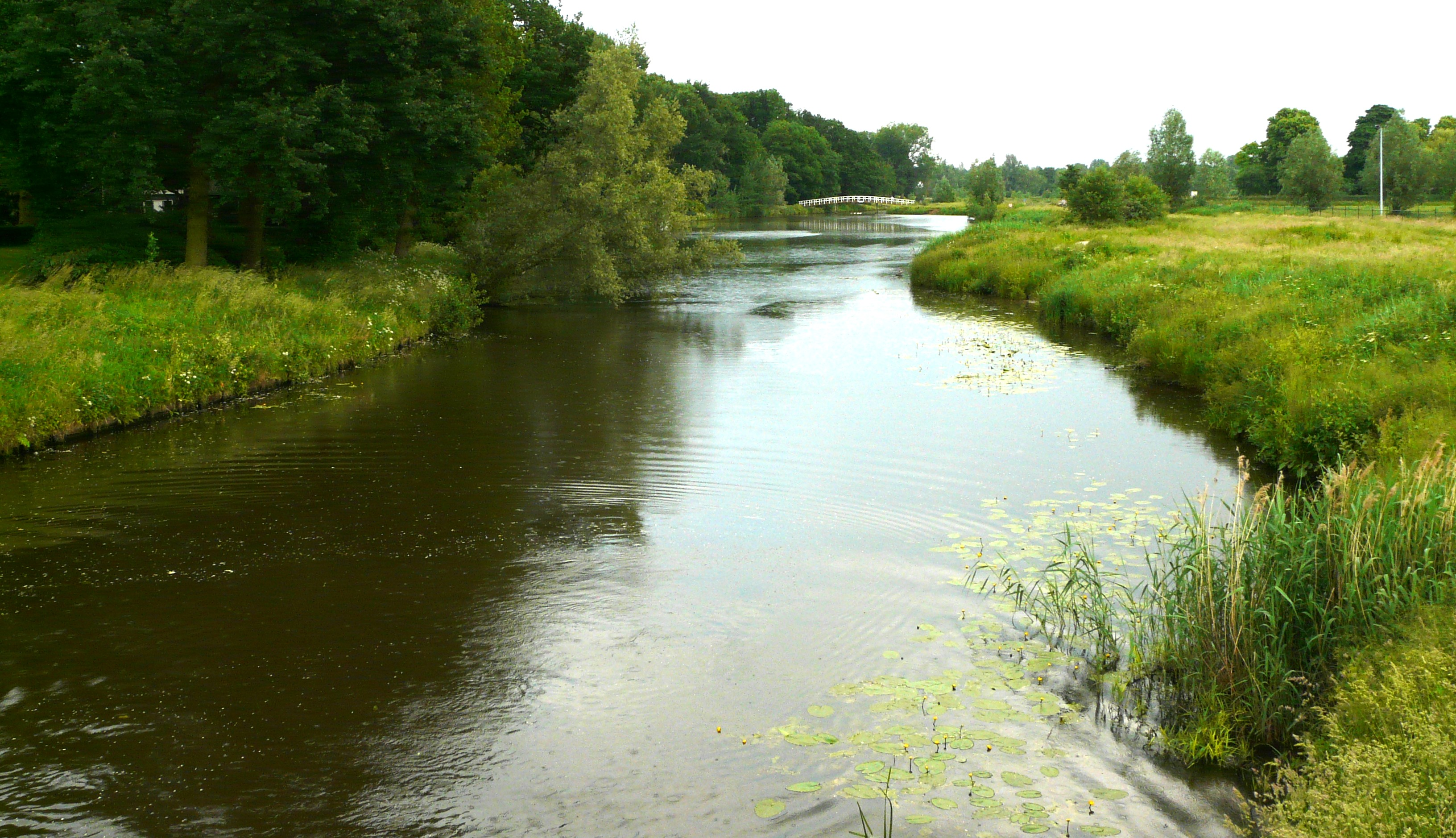
De Bovenmark in Ginneken.

Maar waarom zou de stad dan toch naar de zijrivier genoemd zijn? Een iets andere interpretatie stelt, dat de Mark vroeger ook Aa heette. De Aa trad dikwijls buiten haar oevers waardoor een brede strook land onder water kwam te staan. Aldus zou Breda zoveel betekenen als 'breed water'. De rivier de Mark begint als een nietig stroompje bij Merksplas in België. Pas vanaf Breda, waar zij samenvloeit met de Aa, wordt zij een ongeveer twintig meter brede, diepe stroom. Het dal waar de rivier in stroomt, is echter enkele honderden meters breed. Het dal kon gemakkelijk onder water lopen, zeker als het vloed was. De Mark stond immers in open verbinding met de zee. Eeuwenlang bestond er een sterke getijdenwerking die zelfs tot in Hoogstraten merkbaar was. In de Bredase haven bedroeg het verschil ongeveer zestig centimeter.

## Ontstaan van de nederzetting
In 1125 wordt er voor het eerst melding gemaakt van een kasteel dat als 'Breda' wordt aangeduid, maar niet op de huidige plaats lag, maar op de Burgst onder Princenhage. Voordat de Aa in de Mark vloeide, vertakte die nog eerst in twee aparte stroompjes; de Donk en de Gampel. Dit gebeurde ter hoogte van een s-vormige donk, die later de Haagdijk zou worden. Het latere Kasteel van Breda, waar ook de nederzetting Breda ontstond, verrees aan de Mark, niet aan de Aa, maar bij het samengaan van twee Romeinse wegen richting het noorden, rond 1198. In 1198 wordt voor het eerst melding gemaakt van dit ‘’Castellum’’ van Breda. De natuurlijke verbreding op de plaats waar de Mark en de Aa samenvloeiden, was ideaal voor een aanleghaven. Wel het ontstaan van de plaats, maar niet specifiek de naam van Breda hingen met deze verbreding samen.
Het nieuwe kasteel werd  gebouwd op de rechteroever van de Mark. De locatie was ongeveer halverwege Brabant en Holland. De nederzetting lag op een uitloper van uitgestrekte zandgronden. Op deze zandgronden zijn ook andere steden, zoals Bergen op Zoom, tot bloei gekomen. Ook lagen bij deze nederzetting verschillende kruispunten van wegen die van het noorden naar het zuiden gingen en van oost naar west.

## Nederzetting wordt stad

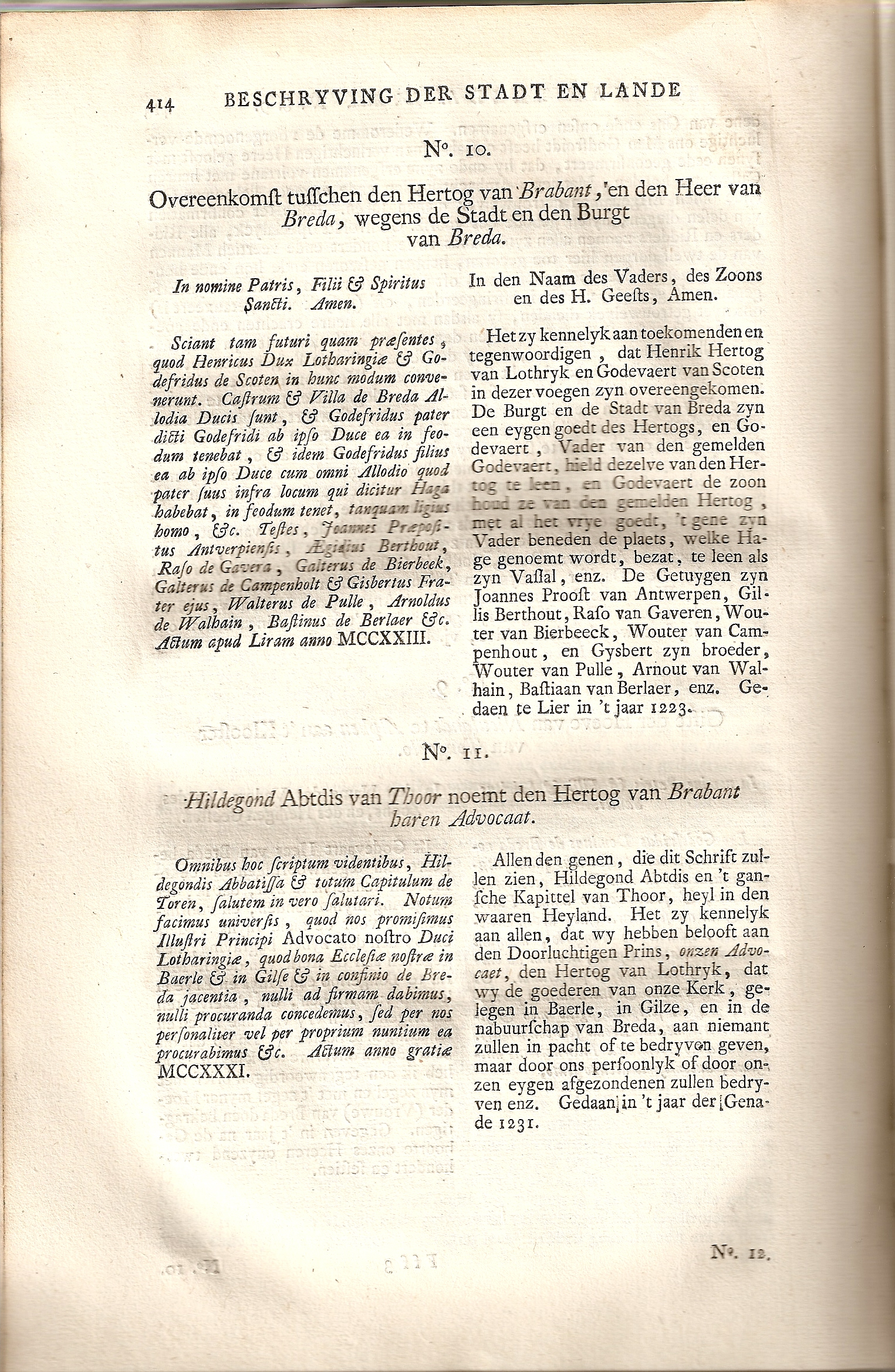
Overeenkomst tussen de hertog van Brabant en de heer van Breda uit 1233.
Uit: Th. E. van Goor, Beschryving (...) van Breda, 1744

De historicus dr. P. C.Boeren (1961) legt een mogelijk verband met de naamsgeschiedenis van Bree (Belgisch Limburg). Hij gaat uit van een 'seigneuriale oorsprong' van de naam, die eerst van toepassing was op de kasteelbewoners, en pas later op de nederzetting eromheen. In 1116 wordt de naam 'Breda' voor het eerst wordt gebruikt als familienaam (Gerardus de Breda). Volgende vermeldingen zijn in oorkonden uit 1125 (voor Affligem). De 'familienaam' (of liever: toenaam) van Breda is weliswaar al dus eerder gedocumenteerd dan de plaatsnaam Breda zelf, maar dat kan mogelijk toch een indirecte aanwijzing voor het bestaan van deze laatste zijn.
Omdat er vroeg in de 12de eeuw melding gemaakt wordt van een nederzetting met de naam Breda, mag aangenomen worden, dat de stad niet gesticht is, zoals dat het geval was met 's-Hertogenbosch in 1185, en vermoedelijk ook met Eindhoven. Bij Breda ligt dat anders. Men mag aannemen dat het verkrijgen van stadsrechten een opwaardering is van de nederzetting. In een overeenkomst tussen de hertog van Brabant en de heer van Breda uit 1223 wordt in een Nederlandse vertaling gesproken over: De Burgt en Stadt van Breda, de (oorspronkelijke) Latijnse tekst luidt echter: Castrum & Villa, wat correcter vertaald 'burcht en boerderij, gehucht of dorp' betekent. Voor 'burcht en stad' zou de Latijnse aanduiding immers Castrum et Civitas zijn geweest.
De koop van de privileges van de heer Hendrik IV van Schoten in 1252 wordt beschouwd als de handeling waardoor Breda stadsrechten heeft verkregen. De mogelijkheid is geopperd, dat Breda al kort na 1200 stadsrechten kreeg, namelijk toen Breda omwald werd met palissaden voorzien van stenen poorten. Omdat oorkondes hierover ontbreken, lijkt het echter aannemelijker dat Breda eerst na 1223 stadsrechten heeft verkregen, waardoor ook het jaar 1252 weer in aanmerking komt.

## Etymologie

### Naar een water verwijzend
Aa is een afgeleide van het Oudgermaanse woord ahwô, verwant met het Latijnse aqua. Het betekende oorspronkelijk water. In Nederland zijn er veel rivieren en rivierachtige wateren die deze of een daarvan afgeleide naam hebben. Men neemt in het algemeen aan dat de naam Breda inderdaad een samenstelling is van breed en Aa. De meest betrouwbare toponymische bron over de periode vóór 1226 is doorgaans Gysseling (1960). Deze verklaart de naam uit Germ. braida- ('breed') + ahwō-, 'natuurlijke waterloop inz. in het zeekleigebied'. Het is echter niet zo voor de hand liggend, dat de rivier de Aa dan de naam van de stad heeft bepaald, in plaats van de Mark. Er zijn ook andere punten van twijfel. Boeren wijst op de Romaanse beklemtoning en voorkomende uitspraakvarianten van de naam. De klemtoon ligt op de tweede lettergreep van de naam, in tegenstelling tot bijvoorbeeld plaatsnamen als Gouda, Fulda en Scheemda. Reeds in Boeren 1961 werd Gysseling bekritiseerd omdat deze enkele aanwijzingen had laten liggen.

### Naar een streek verwijzend
Volgens  Boeren (1965) is de naam Breda een veldnaam van mogelijk pre-Germaanse oorsprong en betekent zij 'vruchtbare cultuurgrond tussen twee rivieren'. Het toponiem Breda komt in Europa op honderden plaatsen voor. "Toponiemen met deze grondvorm zijn bij honderdtallen verspreid over geheel het romaanse taalgebied en aan de peripherie daarvan. Beroemd is het industriecentrum Breda bij Milaan." Ook redelijk bekend is de plaatsnaam Breda (Spanje), een gemeente in de Spaanse provincie Gerona bij Barcelona. Minder bekend en dichterbij is de Belgisch-Limburgse plaats Bree, waarvan de middeleeuwse vorm Breda was. De relevantie van dit alles voor (het ontstaan van) de Nederlandse plaatsnaam Breda is echter niet zo duidelijk, want het is niet direct aannemelijk dat al deze voorkomens, inclusief de meer mediterrane, een pre-Germaanse grondslag zouden hebben, al kan dit theoretisch wel het geval zijn.
In afwijking van Gysseling geeft Boeren de voorkeur aan de aloude opvatting van Gramaye (ca. 1610). 'Breda' stond dan oorspronkelijk voor 'de oude cultuurgronden aan weerszijden van de Aa-vallei, maar ook die tussen Mark en Donge omtrent Gilze en Baarle' (p. 117). Ook het stroomgebied van de Kleine Aa bij Zundert en Rijsbergen wil Boeren eronder gerekend hebben (p. 118). De naam Breda zou dus in oorsprong een 'veldnaam in het groot' geweest zijn. 'Een streeknaam is allicht ouder dan de naam van een kasteel of van een plaats' (p. 118). Niet Breda, maar Zundert was 'het geografisch middenpunt' van die streek (p. 118).
Wat de etymologie betreft bespreekt Boeren vervolgens maar liefst zeven mogelijkheden, waartussen hij nog geen verantwoorde keuze kan maken. Bij een daarvan zou men aan 'een preromaans substraat' kunnen denken (p. 122).